# Сурмач (журнал)
«Сурма́ч» — орган Об'єднання бувших вояків-українців у Великій Британії.
Виходив у Лондоні з 1955 до 1997 рік, спершу двомісячник, згодом квартальник, з середини 1960-х років — річник. Журнал багато ілюстрований. Головний редактор: С. Фостун. Журнал відноситься групи періодики з військової журналістики.
У першому номері часопису були визначені чотири головні завдання:
- кристалізувати характери українського вояка;
- поглиблювати любов до України;
- прищіплювати найвищі ідеали українця-вояка;
- ознайомлювати з найвищими досягненнями військової техніки, тактики та стратегії.

У перші роки журнал очолювала редколегія до якої входили представники місцевих осередків Об'єднання бувших вояків-українців у Великій Британії. У 1961 рішенням Головної управи ОБВУ були здійснені зміни, на створену посаду головного редактора було призначено Святомира Фостуна (очолював до закриття), членами редакції затверджені: Михайло Білий-Карпинець, Микола Клименко-Верес (мовний реактор), Теодор Кудлик, Іван Гвоздик, Василь Томків.

## Періодичність, наклад
Планувалося, що «Сурмач» мав виходити раз на два місяці на 32 сторінках. Якщо наклад досягне 3 000 примірників, то зробити щомісячником. Але через нестачу коштів видавалося менше запланованого. Так за перші вісім років були видано 22 номери замість запланованих 30. Об'єми журналу змінювалися від 16 до 40 сторінок.
Журнал поширювався в основному серед передплатників. Частина накладів розсилалася безплатно з промоційною метою редакціям газет, видавництвам, музеям, бібліотекам, окремим оглядачам чи рецензентам.

## Тематичне наповнення
Тематика публікацій «Сурмача» складалася з таких розділів:
- військознавство (історія, тактика, стратегія, огляди поточних військових подій, рецензії на твори військової тематики);
- життя й діяльність ОБВУ та споріднених українських комбатантських організацій в Європі та Америці;
- мемуаристика та спомини дивізійників;
- поезія, проза, воєнні нариси;
- релігійна тематика;
- редакційні статті.